# Турки в Великобритании
Британские турки (тур. Britanyalı Türkler), или турки в Соединённом Королевстве (тур. Birleşik Krallık'taki Türkler) — турки, иммигрировавшие в Великобританию. Тем не менее, этот термин может также относиться к лицам, родившимся в Великобритании, у которых есть турецкие родители или которые имеют турецкое происхождение.
Турки сперва начали массово эмигрировать с Кипра в поисках работы, а затем снова, когда турки-киприоты были вынуждены покинуть свои дома во время Кипрского конфликта. Затем турки стали приезжать из Турции по экономическим причинам. В последнее время небольшие группы турок начали иммигрировать в Великобританию из других европейских стран.
По состоянию на 2011 год в Великобритании проживало в общей сложности около 500 000 человек турецкого происхождения, из них около 150 000 граждан Турции и около 300 000 турок-киприотов. Кроме того, в последние годы растет число этнических турок, иммигрирующих в Великобританию из Алжира и Германии. Многие другие турки иммигрировали в Великобританию из южных Балкан, где они образуют коренное этническое и религиозное меньшинство, относящееся к раннему османскому периоду, в частности, Болгария, Румыния, Республика Северная Македония и провинция Восточная Македония и Фракия на севере Греции.

## История

### Османская миграция
Первые турки поселились в Великобритании в XVI и XVII веках. В период с 1509 по 1547 год турки числились среди наёмных войск Генриха VIII, поскольку тюдоровский монарх, как известно, активно использовал иностранные войска. К концу XVI века в Англии можно было найти сотни турок, которых английские пираты освободили от галерного рабства на испанских кораблях. Считается, что освобождение турецких рабов с испанских кораблей было сделано по политическим причинам. В то время Англия была уязвима для атак со стороны Испанской империи, и королева Елизавета I хотела установить хорошие отношения с Османской империей как средство противостояния испанской военной силе. Турецкие рабы, которые ещё не вернулись в Османскую империю, просили помощи у лондонских купцов, торгующих в Северной Африке во время войны между Англией и Испанией или Англией и Францией. Те, кто решил не возвращаться в свою страну, обратились в христианство и поселились в Англии.
Первый задокументированный мусульманин, прибывший в Англию в середине 1580-х годов, считается турком, родившимся в Негропонте. Он был схвачен Уильямом Хокинсом на борту испанского корабля и доставлен в Англию. Турок был известен как Чинано (Chinano), предположительно от имени Синан, и обратился в англиканство в октябре 1586 года. После крещения ему дали христианское имя Уильям. Два десятилетия спустя турецкому пленному, который принял христианство в Англии и принял имя Иоанн Креститель (John Baptista), выплачивались суточные в размере 6 пенсов. В период с 1624 по 1628 год в Лондоне крестились Саллеман Александр, «бедный турок Ричард» и ещё один безымянный турок. Таким образом, к 1627 году в одном только Лондоне проживало около 40 мусульман, большинство из которых были турками. Одним из самых известных мусульман, обратившихся в христианство, был Юсуф, «Турецкий Хаос» (Чавуш), родившийся в Константинополе. Крещение 30 января 1658 года считается важным, поскольку Юсуф был послом османского султана.
К началу 1650-х годов английский купец, который торговал в Османской империи, вернулся в Лондон с турецким слугой, который познакомил его с приготовлением турецкого кофе, а к 1652 году в Лондоне открылась первая кофейня; через десять лет в городе уже процветало более 80 заведений. В 1659 году Юсуф, османский администратор из Негропонта, крестился в Англии и принял имя Ричард Христофил. С притоком в Англию мусульманских купцов и дипломатов из-за улучшения англо-османских отношений, между Кромвельской партией и англиканами началась гонка за обращённых из мусульманства в христианство. К 1679 году в Лондоне открылась первая турецкая баня в Великобритании. Став королём Англии в 1714 году, Георг I увёз с собой из Ганновера двух своих турецких протеже, Мустафу и Мехмета. Мать Мехмета и сын Мустафы также будут проживать в Англии. Мустафа и Мехмет были изображены на фресках Кенсингтонского дворца благодаря их известности при дворе. В 1716 году король Георг I пожаловал Мехмета, который принял фамилию фон Кенигштрой (von Königstreu, верный королю).
Османская турецкая миграция продолжилась после англо-османского договора 1799 года. В 1820–1822 годах Османская империя экспортировала в Великобританию товаров на сумму 650 000 фунтов стерлингов. К 1836–1838 годам эта цифра достигла 1 729 000 фунтов стерлингов, и многие османские купцы въехали в страну. В 1839 году началось движение за реформы — Османский танзимат. В этот период произошли быстрые изменения в османской администрации, в том числе к власти пришли многочисленные высокопоставленные чиновники, получившие высшее образование и должности в западных странах. Мустафа Решид-паша (1800–1858) был послом Османской империи в Париже и Лондоне в 1830-х годах. Один из его учеников и будущий великий визирь Османской империи Али-паша (1815–1871) также служил послом в Лондоне в 1840-х годах. Фуад-паша (1815–1869) также получил назначение в посольство Османской империи в Лондоне, прежде чем подняться на государственную должность в своей стране.
В 1865 году османские интеллектуалы создали организацию «Новые османы», чтобы противостоять абсолютизму Абдул-Азиза I. Многие из этих интеллектуалов бежали в Лондон (и в Париж) в июне 1867 года, где они могли свободно выражать свои взгляды, критикуя османский режим в газетах. Их преемники, младотурки, также укрылись в Лондоне, чтобы избежать абсолютизма Абдул-Хамида II. Ещё больше политических беженцев прибыли после Младотурецкой революции в июле 1908 года и после Первой мировой войны.

### Миграция турок-киприотов
Миграция с Кипра в Великобританию началась в начале 1920-х годов, когда британцы аннексировали Кипр в 1914 году, и жители Кипра стали подданными короны. Многие турки-киприоты уехали в Соединённое Королевство в качестве студентов и туристов, в то время как другие покинули остров из-за тяжелой экономической и политической жизни на острове, что привело к отсутствию возможностей трудоустройства. Эмиграция турок-киприотов в Великобританию продолжала расти, когда Великая депрессия 1929 года привела к экономической депрессии на Кипре, когда безработица и низкая заработная плата были серьёзной проблемой. Во время Второй мировой войны количество турецких кафе увеличилось с 20 в 1939 году до 200 в 1945 году, что вызвало спрос на рабочих — турок-киприотов. Таким образом, в 1950-х годах турки-киприоты начали эмигрировать в Великобританию по экономическим причинам, и к 1958 году количество киприотов-турок было оценено как 8500. Это число увеличивалось каждый год, так как слухи об иммиграционных ограничениях появились в большей части кипрских СМИ.
По мере приближения к независимости Кипра, турки-киприоты чувствовали себя уязвимыми, причиной была обеспокоенность о политическом будущем острова. Впервые это стало очевидно, когда греки-киприоты провели референдум в 1950 году, на котором 95,7% избирателей греков-киприотов представили свои бюллетени в поддержку объединения Кипра с Грецией. Таким образом, 1950-е годы ознаменовались прибытием многих турок-киприотов в Великобританию, которые бежали от террористов ЭОКА и их цели (энозиса). Кипр стал независимым государством в 1960 году, в 1963 году развились межэтнические столкновения, и к 1964 году около 25 000 турок-киприотов стали вынужденными переселенцами, составляя около одной пятой от численности населения. Таким образом, угнетение, которое турецкие киприоты испытали в середине 1960-х годов, привело к эмиграции многих из них в Великобританию. Кроме того, турки-киприоты продолжали эмигрировать в Соединённое Королевство в течение этого времени из-за экономического неравенства, которое усугубилось на Кипре. Греки-киприоты всё чаще брали контроль над крупными учреждениями страны, заставляя турок-киприотов стать экономически обездоленными. Таким образом, политические и экономические беспорядки на Кипре после 1964 года резко увеличили количество иммигрантов — турок-киприотов в Великобританию.
Многие из этих ранних мигрантов работали в индустрии одежды в Лондоне, где и мужчины, и женщины могли бы работать вместе, шитьё было навыком, которое сообщество приобрело ещё на Кипре. Турки-киприоты были сосредоточены в основном на северо-востоке Лондона и специализировались на секторе тяжёлого износа, например, пальто и сшитая на заказ одежда. Этот сектор предлагал возможности работы, где плохое знание английского языка не было проблемой, и где возможна была самозанятость.
К концу 1960-х примерно 60 000 турок-киприотов были насильственно переселены на Кипре в анклавы. Очевидно, этот период в истории Кипра привёл к массовому исходу турок-киприотов. Подавляющее большинство эмигрировало в Великобританию, в то время как другие уехали в Турцию, Северную Америку и Австралию. Когда в 1967 году к власти пришла греческая военная хунта, в 1974 году они устроили государственный переворот против президента Кипра с помощью ЭОКА B, чтобы объединить остров с Грецией. Это привело к военному наступлению Турции, которая разделила остров. К 1983 году турки-киприоты провозгласили собственное государство, Турецкую Республику Северного Кипра (ТРСК), которая с тех пор остаётся непризнанной на международном уровне, за исключением Турции. Раздел острова привёл к экономическому эмбарго против турок-киприотов со стороны правительства Кипра, контролируемого греками-киприотами. Это привело к лишению турок-киприотов иностранных инвестиций, помощи и экспортных рынков; таким образом, это привело к тому, что экономика турок-киприотов оставалась в застое и неразвитой. Из-за этих экономических и политических проблем около 130 000 турок-киприотов из Северного Кипра эмигрировали с момента его основания в Великобританию.
Многие турки-киприоты эмигрировали в Соединённое Королевство со своими расширенными семьями и/или привезли своих родителей вскоре после их прибытия, чтобы предотвратить распад семьи. Эти родители сыграли ценную роль в поддержке дома, заботясь о своих внуках, пока их дети работали. Большинство этих людей в настоящее время достигли пенсионного возраста и плохо владеют английским языком, учитывая отсутствие у них формального образования и изолированность общины турок-киприотов.

### Миграция турок из Турции
Миграция из Турецкой Республики в Великобританию началась, когда в 1970-х годах прибыли рабочие-мигранты, а затем их семьи в конце 1970-х и 1980-х годах. Многие из этих рабочих были наняты турками-киприотами, которые уже открыли такие предприятия, как рестораны. От этих работников требовалось ежегодно продлевать разрешение на работу, пока они не стали резидентами после пяти лет проживания в стране. Большинство въехавших в Соединённое Королевство в 1970-х годах были в основном из сельских районов Турции. Однако в 1980-х годах в Великобританию прибыли интеллектуалы, в том числе студенты и высокообразованные специалисты, большинство из которых получили поддержку от общины турок-киприотов. Турки с материковой части поселились в аналогичных районах Лондона, в которых жили турки-киприоты; однако многие также переехали в отдалённые районы, такие как Энфилд и Эссекс.

### Миграция из других стран
Совсем недавно этнические турки из традиционных районов расселения турок, особенно из Европы, эмигрировали в Великобританию. Растёт число алжирских турок, болгарских турок, македонских турок, румынских турок и турок Западной Фракии из провинции Восточная Македония и Фракия в Северной Греции, которые в настоящее время проживают в Великобритании. Кроме того, растёт число турецких семей, прибывающих из немецкоязычных стран (особенно немецкие турки и голландские турки).

## Демография

### Население
По оценкам, в Великобритании проживает около 500 000 человек турецкого происхождения. Турецкая община состоит из примерно 300 000 турок-киприотов, 150 000 турецких граждан и небольших групп болгарских турок, македонских турок, румынских турок и турок Западной Фракии. Также растёт число турок, прибывающих из немецкоязычных стран (в основном немецкие турки и голландские турки).

#### Турки-киприоты
От 100 000 до 150 000 турок-киприотов иммигрировали в Великобританию. По данным Департамента по делам общин и местного самоуправления и консульства Турции, 130 000 граждан Турецкой Республики Северного Кипра иммигрировали в Соединённое Королевство; однако сюда не входят турки-киприоты, эмигрировавшие из Республики Кипр, или родившиеся в Великобритании турки-киприоты. В мае 2001 года Министерство иностранных дел ТРСК сообщило, что около 200 000 турок-киприотов проживают в Соединённом Королевстве. В 2011 году Комитет внутренних дел заявил, что в настоящее время в Великобритании проживает 300 000 турок-киприотов. Газета «Kıbrıs Gazetesi» в 2008 году утверждала, что только в Лондоне проживает 280 000 турок-киприотов. Кроме того, статья Армина Лашета предполагает, что община британских турок-киприотов в настоящее время насчитывает 350 000, в то время как некоторые источники турок-киприотов предполагают, что их общая численность населения составляет 400 000 человек, проживающих в Соединённом Королевстве.

#### Переселенцы из материковой Турции
По данным Управления национальной статистики, предполагаемое количество британских жителей, родившихся в Турции, составляло 72 000 в 2009 году по сравнению с 54 079, зафиксированными переписью Великобритании 2001 года. Министерство внутренних дел и консульство Турции в Лондоне заявляют, что в Великобритании проживает около 150 000 граждан Турции. Академические источники предполагают, что число жителей турецкого происхождения составляет от 60 000 до 100 000 этнических турок и от 25 000 до 50 000 этнических курдов. Тем не менее, Департамент по делам сообществ и местного самоуправления предполагает, что курдская община в Великобритании составляет около 50 000 человек, среди которых иракские курды составляют самую большую группу, превышающую количество курдов из Турции и Ирана. Ассоциация мысли Ататюрка утверждает, что в Великобритании проживают 300 000 человек турецкого происхождения (не включая турок-киприотов). К 2005 году газета The Independent сообщила, что одна банда незаконно ввезла в Великобританию до 100 000 турок. В 2011 году Министр иностранных дел Турции Ахмет Давутоглу утверждал, что в Соединённом Королевстве проживает почти 400 000 турецких граждан.

#### Другие группы турок
Растёт число турок из других стран, помимо Кипра и Турции, которые эмигрировали в Великобританию, в основном из Алжира, Болгарии, Германии, Греции, Македонии и Румынии. Эти группы населения, которые имеют разные гражданства (например, алжирское, болгарское, немецкое, греческое, македонское или румынское гражданство), имеют то же этническое, языковое, культурное и религиозное происхождение, что и турки и турки-киприоты, и, таким образом, являются частью турецкоязычного сообщества Соединённого Королевства.

#### Болгарские турки
В 2009 году Управление национальной статистики подсчитало, что 35 000 жителей болгарского происхождения проживали в Великобритании. По данным Национального статистического института Болгарии, болгарские турки составляют 12% краткосрочной миграции, 13% долгосрочной миграции и 12% трудовой миграции. Однако количество болгарских турок в Соединённом Королевстве может быть намного больше; болгарские граждане турецкого происхождения составляют большинство переселенцев из Болгарии в некоторых странах. Например, в Нидерландах болгарские турки составляют около 80% болгарских граждан.

#### Турки Западной Фракии
Общее количество турецкоязычных мусульман, эмигрировавших из Западной Фракии, то есть из провинции Восточная Македония и Фракия в Северной Греции, неизвестно; однако, по оценкам, в Лондоне проживает 600-700 турок Западной Фракии. Число турок из Западной Фракии, а также помаков из Северной Греции, живущих за пределами Лондона или родившихся в Великобритании, неизвестно. 15 января 1990 года была создана Британская ассоциация турок Западной Фракии.

### Расселение
Подавляющее большинство лиц турецкого происхождения, зарегистрированных в британской переписи 2001 года, проживало в Англии, только 471 человек был зарегистрирован в Уэльсе и 1042 человека в Шотландии. Всего в Лондоне было зарегистрировано 39 132 человека турецкого происхождения. Перепись 2001 года также показывает, что мигранты из Кипра (которое включает как турок, так и греков-киприотов) проживает в тех же районах, что и мигранты из Турции. Большинство из них живёт в Англии, всего 1001 в Уэльсе и 1533 в Шотландии. Всего в Лондоне было зарегистрировано 45 887 человек. Однако официальные данные о британской турецкой общине исключают родившихся в Великобритании детей и детей турецкого происхождения с двойным наследием; таким образом, маловероятно, что какие-либо из имеющихся официальных данных дают истинное представление о сообществе.
Турки из одних и тех же деревень и районов своей родины, как правило, собираются в одних и тех же кварталах в Великобритании. Многие турецкоязычные общины успешно обосновались в различных частях столицы, особенно в Хакни и Харинги, но также в Энфилде, Луишеме, Ламбете, Саутуарке, Кройдоне, Ислингтоне, Кенсингтоне, Уолтем-Форест и Вуд-Грин. Большинство турецкого населения проживает в Хакни, и в основном это турки-киприоты. Турецкоязычные общины расположены во всех частях боро, хотя большая их концентрация находится в северной и центральной частях района. Сток-Ньюингтон, Ньюингтон-Грин и Далстон имеют наибольшую концентрацию населения, особенно вдоль Грин-Лейнс, идущих от Manor House до кольцевой Ньюингтон-Грин.
По данным Департамента по делам сообществ и местного самоуправления, за пределами Лондона есть небольшие турецкие общины в Бирмингеме, Хартфордшире, Лутоне, Манчестере, Шеффилде и Восточном Мидленде. Во время переписи 2001 года только два переписных участка за пределами Лондона были домом для более чем 100 жителей турецкого происхождения: южный Чешант в Хартфордшире и Клифтон в Ноттингеме. Что касается жителей, происходящих с Кипра, то в двух районах Манчестера — Стретфорде и Мосс-Сайде — проживают самые большие группы киприотов (независимо от этнической принадлежности) за пределами Лондона.

## Культура
Традиционные семейные ценности считаются очень важными для турецкой общины. Брак, в частности, рассматривается как важная часть социальной сферы, и на одиноких турок оказывается значительное социальное давление с целью их вступления в брак. Таким образом, брак и создание семьи являются важной частью турецкой идентичности. Родители-турки постоянно стараются сохранить культурные ценности, чтобы «защитить» эти традиционные ценности от подрастающего поколения. Молодых турок с самого раннего возраста поощряют посещать турецкую школу, чтобы узнать о турецкой культуре, включая народные танцы, еду, историю и язык. Первое поколение обычно поддерживает свою культуру, а не перенимает британские социальные и культурные ценности. Однако у молодого поколения есть желание сохранить родительские ценности дома и перенять некоторые элементы принимающей культуры за пределами дома.

### Язык
Турецкий язык является основным языком общины в Великобритании, но кипрский диалект также широко распространён в общине. Первое поколение и недавние мигранты часто свободно говорят по-турецки, и женщины в сообществе особенно ограничены языковыми ограничениями.
Новый турецкий язык, англо-турецкий или также известный как Turklish, формируется среди второго и третьего поколений, где английский и турецкий языки используются взаимозаменяемо в одних и тех же предложениях.

### Религия
Подавляющее большинство турецкой общины — мусульмане-сунниты, остальные, как правило, не имеют никакой религиозной принадлежности. Тем не менее, даже те, кто считает себя нерелигиозным, считают, что ислам оказал влияние на их турецкую идентичность. В основном молодые поколения испытывают недостаток знаний об основных принципах ислама. Молодое поколение общины, как правило, мало знает о своей религии и, как правило, не выполняет все религиозные обязанности. Тем не менее, большинство молодых турок по-прежнему верят в ислам и основные принципы религии, поскольку они имеют скорее символическую привязанность из-за традиционных турецких ценностей.
В последние годы также наблюдается сильное движение в сторону религии со стороны сообщества с ростом исламских организаций. Стремление сохранить самобытность увеличило силу ислама в общинах. Приверженность традициям рассматривается как способ сохранения культуры и самобытности. Тем не менее молодые турецкие мусульмане воспитываются в более либеральной домашней среде, чем другие британские мусульмане. Таким образом, есть много турок, особенно молодого поколения, которые не воздерживаются от употребления нехаляльной пищи и алкоголя, но при этом идентифицируют себя как мусульмане.
Создание мечетей всегда считалось приоритетом турецкой общины. Первая турецкая мечеть, Шекльюэлл-Лейн, была основана турецко-кипрской общиной в 1977 году. В Лондоне есть множество других турецких мечетей, в основном в Хакни, которые преимущественно используются турецкой общиной, особенно мечеть Азизие и мечеть Сулеймание. Известные турецкие мечети за пределами Лондона включают мечеть Селимие в Манчестере, мечеть Хамидие в Лестере и мечеть Османие в Сток-он-Трент.
Во многих турецких мечетях проводятся мероприятия, чтобы сохранить исламскую идентичность и передать эти традиционные ценности подрастающему поколению. Эти мечети ввели новую политику и стратегии в своих учреждениях, поскольку они признали, что традиционные методы не очень продуктивны в британских условиях. Например, одна мечеть открыла независимую начальную школу, а другая получила разрешение на регистрацию свадеб в мечети. В других мечетях даже были созданы небольшие рыночные площади.

## Политика
Посольство Турции находится на Белгрейв-сквер (слева) и в лондонском офисе Турецкой Республики Северного Кипра на Бедфорд-сквер (справа)

### Дипломатические миссии
В 1793 году султан Селим III основал первое в истории Османское посольство в Лондоне, первым послом которого был Юсуф Ага Эфенди. Это ознаменовало установление двусторонних дипломатических отношений между британцами и турками-османами. К 1834 году султан Махмуд II основал постоянное посольство. Сегодня современное посольство Турции находится в Лондоне по адресу: Белгрейв-сквер, 43. Существует также посольство турок-киприотов, которое представляет граждан Северного Кипра, расположенное по адресу Бедфорд-сквер, 29 в Лондоне.

### Кипрский вопрос
Из-за большой диаспоры турок-киприотов в Соединённом Королевстве кипрский спор стал важным политическим вопросом в Великобритании. Турки-киприоты занимаются многочисленными видами деятельности, такими как лоббирование в британской политике. Организации были впервые созданы в 1950-х и 1960-х годах в основном студентами-турками-киприотами, которые встречались и учились в городах Турции, таких как Стамбул и Анкара, до переезда в Великобританию. Такие организации, как «Ассоциация турок-киприотов», изначально были созданы для сохранения культуры общин и предоставления мест для встреч. Однако в 1960-е годы, когда на Кипре усилилось политическое насилие, эти организации больше сосредоточились на политике.
Организации турок-киприотов, которые занимаются кипрским вопросом, можно разделить на две основные группы: есть те, кто поддерживает правительство ТРСК, и те, кто против него. Обе группы развивают своё лоббирование, поддерживая британских (и европейских) политиков. Общее впечатление таково, что большинство британских турок-киприотов в основном являются консервативными сторонниками турецко-кипрского государства и лоббируют его признание. Британские турки-киприоты не могут голосовать на выборах киприотов; поэтому организации турок-киприотов, как правило, играют активную роль в политических делах, оказывая экономическую поддержку политическим партиям.
Есть также кампании, ориентированные на широкое население Великобритании и политиков. Ежегодные демонстрации проводятся в ознаменование важных исторических дней; например, каждый год 20 июля организация, поддерживающая ТРСК, устраивает демонстрацию от Трафальгарской площади до посольства Турции на Белгрейв-сквер. 15 ноября — ещё одна дата, когда общественные места используются для озвучивания политических вопросов, касающихся кипрского спора.

### Политики
Среди британских политических деятелей турецкого происхождения: Борис Джонсон, который занимал пост мэра Лондона, министра иностранных дел и является нынешним премьер-министром Великобритании, чей прадед был турком; баронесса Мераль Хусейн-Эдже, первая женщина турко-кипрского происхождения, ставшая членом Палаты лордов; и Альп Мехмет, дипломат, вышедший на пенсию в 2009 году в качестве посла Великобритании в Исландии.

## СМИ

### Турецкие телепрограммы
- Londra Aktuel
- Euro Genc TV
- TV Londra

### Турецкие журналы
- AdaAktüel Magazine
- BN Magazine
- T-VINE Magazine

### Турецкие газеты
- Avrupa Gazete
- Лондонская Турецкая газета[англ.]
- Olay Gazetesi

### Турецкое радио
- Bizim FM
- Лондонское Турецкое радио[англ.]
- DEMRDYO

### Турецкое кино
- Лондонский Турецкий кинофестиваль[англ.]